# 1650er
Portal Geschichte | Portal Biografien | Aktuelle Ereignisse | Jahreskalender | Tagesartikel

◄ |
16. Jh. |
17. Jahrhundert
| 18. Jh. | ►

◄ |
1620er |
1630er |
1640er |
1650er
| 1660er | 1670er | 1680er | ►

1650 |
1651 |
1652 |
1653 |
1654 |
1655 |
1656 |
1657 |
1658 |
1659

## Ereignisse
- 1653: Oliver Cromwell wird Lordprotektor mit absoluter Macht (bis 1658).
- 1653: Johan de Witt wird zum Ratspensionär von Holland ernannt (bis 1672).

## Wissenschaft
- 1654: Die Wirkungen von Luftdruck und Vakuum werden dem Regensburger Reichstag von Otto von Guericke durch die „Magdeburger Halbkugeln“ demonstriert.

## Persönlichkeiten
- Ludwig XIV., König von Frankreich und Navarra
- Jules Mazarin, Kardinal
- Ferdinand III., Kaiser des Heiligen Römischen Reiches Deutscher Nation, König von Ungarn, König von Böhmen
- Leopold I., Kaiser des Heiligen Römischen Reiches Deutscher Nation, König von Ungarn, König von Böhmen
- Philipp IV., König von Spanien, Neapel, Sizilien und Portugal
- Friedrich Wilhelm, Kurfürst und Herzog von Brandenburg-Preußen
- Innozenz X., Papst
- Alexander VII., Papst
- Alexei I., Zar in Russland
- Oliver Cromwell, Lordprotektor in England, Schottland und Irland
- Karl II., König von England, Schottland und Irland
- Go-Sai, Kaiser von Japan
- Go-Kōmyō, Kaiser von Japan
- Shunzhi, Kaiser von China